# Christian Renoux
Christian Renoux (Versailles, 1960) è uno storico francese.
Specialista in storia moderna e storia delle religioni, è professore associato all'Università di Orléans.

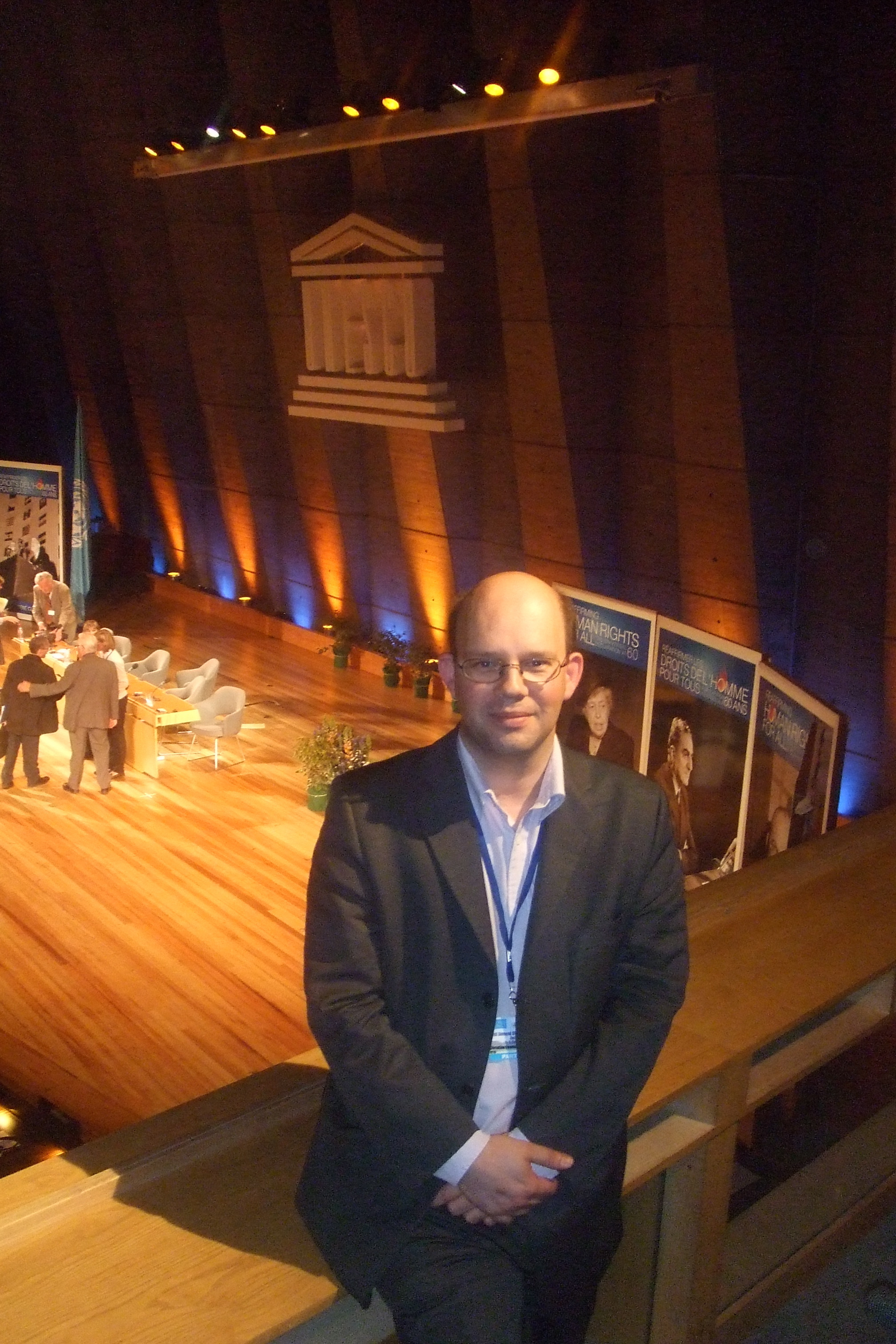

## Studi e insegnamenti
Christian Renoux ha studiato al liceo Lakanal a Sceaux (Hauts-de-Seine), è entrato nell'École Normale Supérieure de Fontenay-aux-Roses, divenuta l'École normale supérieure de Lyon (classe 1982) , ha ottenuto l'aggregazione di storia (1984), poi è stato eletto membro dell'École française de Rome(1992-1995) . Dottore in Storia moderna presso l' Università Panthéon-Sorbonne (1996) , dal 1998 è docente di Storia moderna presso l'Università di Orléans, dove insegna anche storia delle religioni e storia della non-violenza. È membro del Laboratorio POLEN di questo Ateneo  .

## Ricerca
La sua ricerca verte sulla storia della canonizzazione e della santità in epoca moderna e sulla storia della mistica femminile nel XVII secolo . Allo stesso tempo si interessa anche alla storia della possessione diabolica  .
Ha pubblicato una storia della preghiera per la pace attribuita a san Francesco d'Assisi ("Signore, fammi strumento della tua pace"), nella quale ha mostrato che questo testo, che in mezzo secolo è diventato una delle preghiere più famose nel mondo, apparve, anonimamente, nel 1912 e fu erroneamente attribuita a san Francesco intorno al 1925 .

## Altre attività
Obiettore di coscienza, dal 1986 al 1987 ha prestato servizio civile presso i Cahiers de la Réconciliation, rivista trimestrale dei rami francofone del MIR (1986-1987), di cui è stato redattore dal 1987 al 2006. È stato membro del comitato nazionale della sezione francese del MIR dal 1987 e co-presidente del movimento dal 1994 al 2004. È stato membro del Comitato Direttivo del MIR/IFOR dal 1996 al 2000 e il suo tesoriere dal 2018 a 2022. E il suo co-vicepresidente dal 2022.
Da novembre 2000, è rappresentante della sezione francese del MIR nel consiglio di amministrazione e presidente del Coordinamento per l'educazione alla non violenza e alla pace  .
È uno dei rappresentanti dell'International Fellowship of Reconciliation (IFOR/MIR) presso la UNESCO , il suo tesoriere (2018-2022) e il suo co-vicepresidente da Novembre 2022.
Da giugno 2003 , è rappresentante del Coordinamento per l'educazione alla non-violenza e alla pace nel Comitato Internazionale e presidente del Coordinamento Internazionale per il decennio della cultura della nonviolenza e della pace (2001-2010), divenuto in avril 2011 il Coordinamento Internazionale per la cultura della non violenza e della pace.
È stato presidente dell'associazione Partage dal 2015 al 2019, dopo essere stato vicepresidente dal 2001  .
È stato uno degli iniziatori e organizzatori del Peace Event Sarajevo 2014 che si è svolto dal 6 al 9 juin 20149 giugno 2014 a Sarajevo (Bosnia ed Erzegovina).

## Pubblicazioni
- (FR) La prière pour la paix attribuée à saint François : une énigme à résoudre, Paris, Éditions franciscaines, 2001, ISBN 2-85020-096-4.
- La preghiera per la pace attribuita a san Francesco. Un enigma da risolvere, Padova, Edizioni Messagero Padova (EMP), 2003.
- (EN)  Presentazione della storia della preghiera in inglese.
- (FR) Jean-Patrice Boudet, Philippe Faure e Christian Renoux (a cura di), De Socrate à Tintin, Rennes, Presses universitaires de Rennes, 2011, ISBN 978-2-7535-1388-4..
- (FR) Coordination française pour la Décennie, Vincent Roussel e Christian Renoux (préface) (a cura di), 100 questions-réponses pour éduquer à la non-violence, Lyon, Chronique sociale, 2011, ISBN 978-2-85008-860-5.
- Philippe Castagnetti, Christian Renoux [dir.], Culture et société au miroir des procès de canonisation (XVIe – XXe siècles), Saint-Étienne, Presses universitaires de Saint-Étienne, 2016, 194 p.
- Aude Bonord, Christian Renoux [dir.], François d'Assise, un poète dans la cité. Variations franciscaines en France (XIXe-XXe siècles, Paris, Classique Garnier, 2019, 243 p.
- Philippe Castagnetti, Christian Renoux [dir.], Sources hagiographiques et procès de canonisation. Les circulations textuelles autour du culte des saints, XVIe-XXe siècle, Paris, Classique Garnier, 2022, 418 p.
- Laure Depretto, Christian Renoux, Christophe Speroni et Gabriele Vickermann-Ribémont [dir.], Cultures du secret à l'époque moderne. Raisons, espaces, paradoxes, fabriques, Paris, Classiques Garnier, coll. Polen, 2023, 376 p.